# Beate Klarsfeld

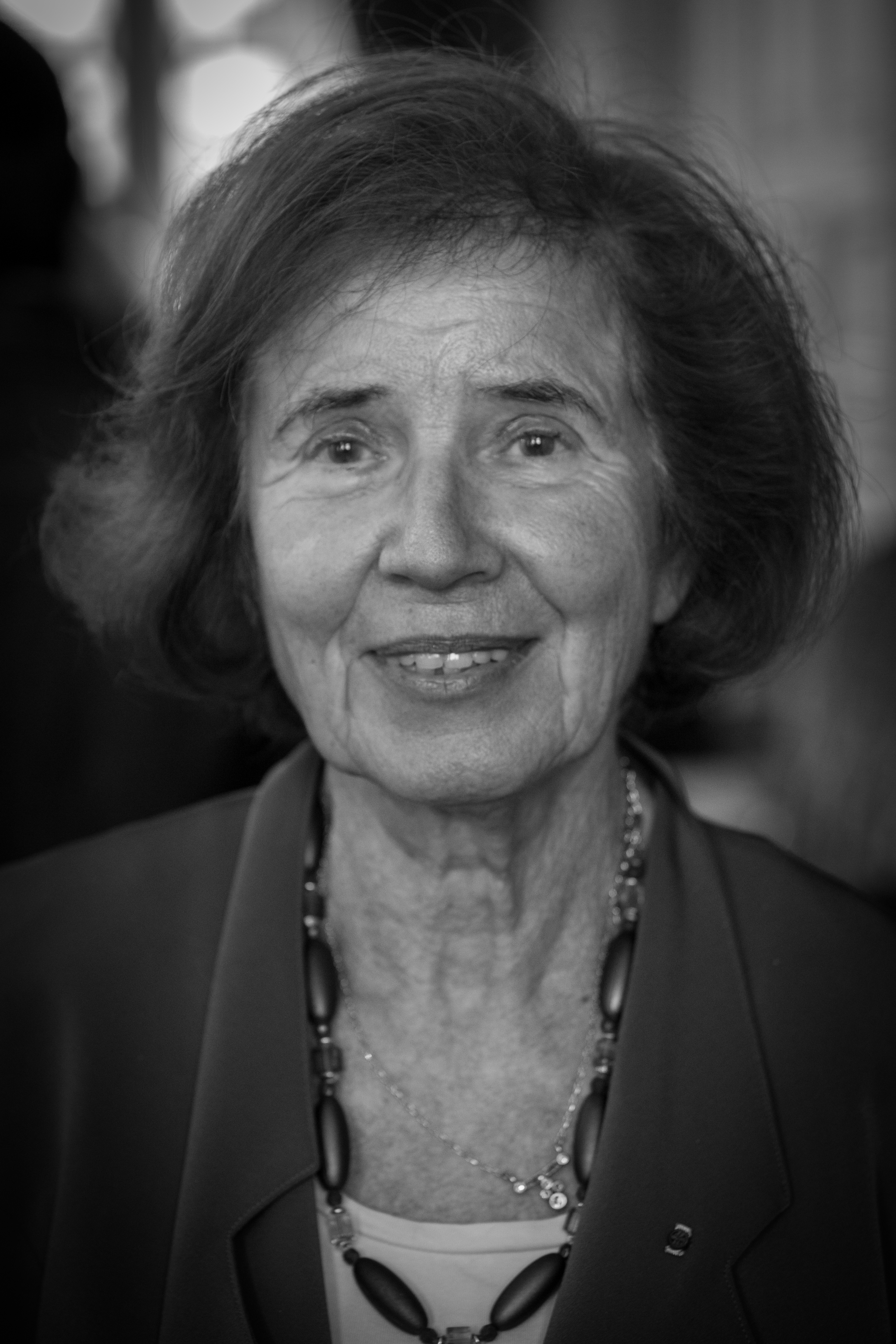
Beate Klarsfeld (2015)

Beate Auguste Klarsfeld-Künzel (Berlijn, 13 februari 1939) is een Duits-Franse journaliste en nazi-jaagster.

## Biografie
In 1960 ontmoette zij de Joods-Franse jurist Serge Klarsfeld met wie ze in 1963 trouwde in Parijs. Ze werkt al jaren samen met haar echtgenoot om oorlogsmisdadigers te ontmaskeren. De bekendste onder hen was Klaus Barbie, die zij in 1972 in Bolivia opspoorden.
In 1968 voerde zij een campagne tegen de toenmalige Duitse bondskanselier Kurt Georg Kiesinger, die vanaf 1933 tot 1945 lid was geweest van de NSDAP. Deze campagne voerde zij met ondersteuning van de DDR. Tijdens een CDU-congres in Berlijn op 7 november gaf zij hem daarop een oorvijg, wat haar uiteindelijk op vier maanden gevangenisstraf kwam te staan. Bij haar proces werd ze verdedigd door Horst Mahler, een van de latere oprichters van de Rote Armee Fraktion.
In 1979 werd in New York de Beate Klarsfeld Foundation opgericht die de strijd aanbond met het antisemitisme.
In 2012 stelde Klarsfeld zich kandidaat voor het ambt van Bondspresident van Duitsland.
Voor haar werk is Klarsfeld meerdere malen gedecoreerd, onder meer in 2007 met de Franse Legioen van Eer (als Officier) en in 2011 de Franse Nationale Orde van Verdienste.